# 宇井陽一
宇井 陽一（うい よういち、1972年11月27日 - ）は、千葉県香取郡多古町出身のモーターサイクル・ロードレーサー。1995年全日本ロードレース選手権GP125チャンピオン。

## 概要
マシン開発力があり、1999年よりスペインのモーターサイクルメーカー、デルビのエースライダーを務める。2000年・2001年ロードレース世界選手権（WGP）GP125ランキング2位を獲得。同選手権で22戦連続フロントロー獲得。
世界選手権戦績：優勝11回、2位6回、3位6回、ポールポジション17回、ファステストLAP9回(2008年現在)
125ccは勿論のこと、MotoGP(2004日本GP)、250cc(2007日本GP)の全クラスでポイントを獲得した唯一の日本人である。
ゼッケンナンバーは名前にちなんだ41。

## 略歴
少年時代よりポケバイやミニバイクを経験する。
1995年、全日本ロードレース選手権GP125チャンピオンを獲得。翌1996年にヤマハ・クルツよりロードレース世界選手権GP125フル参戦開始。スペインのモーターサイクルメーカーのデルビはWGP復帰に伴い、当時チームクルツに在籍したハラルド・バートルにマシン開発を依頼する。宇井のライダーとしての能力とマシン開発能力を高く評価していたバートルは、宇井と共に移籍という条件でのみ移籍すると答えたという。その結果、1999年に宇井はエースとして、バートルは開発責任者としてデルビに移籍することとなった。全くの白紙の状態からのマシン作りながら、初年度から宇井は表彰台1回を獲得し、2年目の2000年第3戦日本GP（鈴鹿）でデルビの復帰後の初優勝を含む5勝でランキング2位を獲得。
2001年は実質的に同マシン、同チームのマニュエル・ポジアーリ（ポジアーリのマシンメーカー名はデルビと同グループのブランドのジレラである）とのチャンピオン争いとなり、宇井は6勝したがノーポイントレースも多く、3勝のポジアーリに次ぐランキング2位となる。2002年もデルビより参戦。
2003年、ステルガルダ・レーシングチーム（アプリリア）に移籍。しかしシーズン中盤に解雇されてしまう。その直後のレースより実質的な古巣であるジレラより参戦する。
2004年、アブルッツォ・レーシング（アプリリア）に移籍するが、ここでもシーズン中盤に解雇されてしまう。2年連続の解雇劇は、日本のモータースポーツ人気の低さからくるスポンサー獲得の難しさと、ヨーロッパのモータースポーツ人気からくるスポンサーのヨーロッパ人志向が影響していると考えられている。シートを失った宇井にWCMよりオファーがあり、日本GP（もてぎ）にMotoGPクラスへの参戦が実現する。上位陣のリタイヤが多かったこともあり、15位入賞する。その後、残り3戦も参戦することとなった（うち1戦は予選落ち）。
2005年、全日本選手権に戻りバーニングブラッドより4ストローク600cc公道用市販車を改造したマシンによるクラスのST600に参戦。しかし、2ストロークのレース専用マシンに乗り続けてきた宇井は乗り換えに手こずり、このシーズンはノーポイントという大不振に終わった。
2006年、プロテックに移籍し全日本選手権GP250に参戦。
2007年、全日本ロードレース選手権GP250チャンピオンを獲得。
2008年、藤原儀彦のペアライダーとしてTEAM 茶LLENGERより鈴鹿8耐へ参戦。
2009年、全日本選手権のGP250とGP125のダブルエントリーを敢行。チーム名は41PLANwithSpruce/PT。  Rd.4　SUGOから立花レーシングとのコラボレーションにより仮面ライダーのサイクロン号を模したマシンカラーリングとなる。Rd.5　岡山よりチーム名を立花レーシングwithSpruce/PTへ変更。全6戦で3勝を挙げ、GP250最後のチャンピオンとなる。
2019年、千葉県成田市内において、レース参戦用の機材一式を積んだトラックが盗難される被害に遭う。機材費用を含めたレース参戦にかかる費用をクラウドファンディングで調達し、1,000万円を越える資金を集めた。

## 戦績
- 1992年 - ロードレース関東選手権S80 ランキング2位
- 1993年 - ロードレース関東選手権125 チャンピオン
- 1994年 - 全日本ロードレース選手権GP125 ランキング4位
- 1995年 - 全日本ロードレース選手権GP125 チャンピオン（ヤマハTZ125）
- 1996年 - ロードレース世界選手権GP125 ランキング18位（ヤマハ・クルツ）
- 1997年 - ロードレース世界選手権GP125 ランキング12位（ヤマハ・クルツ）
- 1998年 - ロードレース世界選手権GP125 ランキング11位（ヤマハ・クルツ）
- 1999年 - ロードレース世界選手権GP125 ランキング11位（デルビ）
- 2000年 - ロードレース世界選手権GP125 ランキング2位（デルビ）
- 2001年 - ロードレース世界選手権GP125 ランキング2位（デルビ）
- 2002年 - ロードレース世界選手権GP125 ランキング13位（デルビ）
- 2003年 - ロードレース世界選手権GP125 ランキング13位（アプリリア、ジレラ）
- 2004年 - ロードレース世界選手権GP125 ランキング22位（アプリリア）
  - ロードレース世界選手権MotoGP ランキング28位（ハリス・WCM）
- 2005年 - 全日本ロードレース選手権ST600 ノーポイント（バーニングブラッド）
  - 鈴鹿8時間耐久ロードレース26位（浜口喜博／WMP・レーシング/ホンダCBR1000RR）
- 2006年 - 全日本ロードレース選手権GP250 ランキング3位 （PRO-TEC×weave/ヤマハTZ250）
- 2007年 - 全日本ロードレース選手権GP250 チャンピオン（MALOSSI/spruce&PT/ヤマハTZ250）
- 2008年 - 全日本ロードレース選手権GP250（SEV.spruce/PRO-TEC/ヤマハTZ250）
  - 鈴鹿8時間耐久ロードレース39位（藤原儀彦／TEAM 茶LLENGER／YZF-R1）
- 2009年 - 全日本ロードレース選手権GP250 チャンピオン（立花レーシングwithSpruce/PT/ヤマハTZ250）
- 2010年 - 全日本ロードレース選手権J-GP2（41PLANNING/PRO-TEC/ヤマハYZF-R6）

### ＷＧＰシーズン別成績
| 年     | クラス | マシン     | チーム | 出走回数 | 勝利数 | 表彰台 | PP | FL | ポイント | 順位 | チャンピオン |
| ------ | ------ | ---------- | ------ | -------- | ------ | ------ | -- | -- | -------- | ---- | ------------ |
| 1995年 | 125cc  | ヤマハ     |        | 1        |        |        |    |    | 1        | 31位 | 0            |
| 1996年 | 125cc  | ヤマハ     |        | 13       |        |        | 1  |    | 36       | 18位 | 0            |
| 1997年 | 125cc  | ヤマハ     |        | 15       |        | 1      | 2  |    | 77       | 12位 | 0            |
| 1998年 | 125cc  | ヤマハ     |        | 13       |        | 1      |    |    | 76       | 11位 | 0            |
| 1999年 | 125cc  | デルビ     |        | 14       |        | 1      |    |    | 84       | 11位 | 0            |
| 2000年 | 125cc  | デルビ     |        | 16       | 5      | 10     | 6  | 3  | 217      | 2位  | 0            |
| 2001年 | 125cc  | デルビ     |        | 16       | 6      | 8      | 7  | 5  | 232      | 2位  | 0            |
| 2002年 | 125cc  | デルビ     |        | 16       |        | 1      |    | 1  | 65       | 13位 |              |
| 2003年 | 125cc  | ジレラ     |        | 15       |        |        | 1  |    | 76       | 13位 |              |
| 2004年 | 125cc  | アプリリア |        | 9        |        |        |    |    | 19       | 22位 |              |
| 2004年 | MotoGP | ハリスWCM  |        | 3        |        |        |    |    | 1        | 28位 |              |
| 2006年 | 250cc  | ヤマハ     |        | 1        |        |        |    |    | -        | -    |              |
| 2007年 | 250cc  | ヤマハ     |        | 1        |        |        |    |    | 2        | 27位 |              |

### 年別成績
- 凡例
- ボールド体のレースはポールポジション、イタリック体のレースはファステストラップを記録。

| 年     | クラス | マシン | 1       | 2       | 3       | 4       | 5      | 6       | 7       | 8       | 9       | 10      | 11      | 12      | 13     | 14     | 15      | 16    | 17 | 18 | 順位 | ポイント |
| ------ | ------ | ------ | ------- | ------- | ------- | ------- | ------ | ------- | ------- | ------- | ------- | ------- | ------- | ------- | ------ | ------ | ------- | ----- | -- | -- | ---- | -------- |
| 1995年 | 125cc  | ヤマハ | AUS     | MAL     | JPN 15  | SPA     | GER    | ITA     | NED     | FRA     | GBR     | CZE     | BRA     | ARG     | EUR    |        |         |       |    |    | 31位 | 1        |
| 1996年 | 125cc  | ヤマハ | MAL Ret | INA     | JPN Ret | SPA 17  | ITA 18 | FRA 15  | NED 14  | GER Ret | GBR 10  | AUT 7   | CZE Ret | IMO Ret | CAT 6  | BRA 8  | AUS     |       |    |    | 18位 | 36       |
| 1997年 | 125cc  | ヤマハ | MAL Ret | JPN Ret | SPA 22  | ITA 10  | AUT 7  | FRA 4   | NED 5   | IMO 8   | GER Ret | BRA 3   | GBR Ret | CZE 10  | CAT 18 | INA 8  | AUS Ret |       |    |    | 12位 | 77       |
| 1998年 | 125cc  | ヤマハ | JPN Ret | MAL Ret | SPA 7   | ITA 5   | FRA 11 | MAD 7   | NED 12  | GBR 3   | GER Ret | CZE Ret | IMO 6   | CAT Ret | AUS 5  | ARG 15 |         |       |    |    | 11位 | 76       |
| 1999年 | 125cc  | デルビ | MAL 13  | JPN 4   | SPA Ret | FRA Ret | ITA    | CAT Ret | NED 6   | GBR 7   | GER Ret | CZE 5   | IMO 9   | VAL Re  | AUS 3  | RSA 7  | BRA 10  | ARG   |    |    | 11位 | 84       |
| 2000年 | 125cc  | デルビ | RSA Ret | MAL 2   | JPN 1   | SPA 21  | FRA 1  | ITA Ret | CAT Ret | NED 1   | GBR 1   | GER 1   | CZE 2   | POR Ret | VAL 3  | BRA 3  | PAC Ret | AUS 2 |    |    | 2位  | 217      |
| 2001年 | 125cc  | デルビ | JPN 2   | RSA 1   | SPA Ret | FRA 11  | ITA 18 | CAT 5   | NED Ret | GBR 1   | GER 19  | CZE 4   | POR 2   | VAL 4   | PAC 1  | AUS 1  | MAL 1   | BRA 1 |    |    | 2位  | 232      |